# Уитни (избирательный округ, Великобритания)
Уитни — избирательный округ в графстве Оксфоршир, представленный в Палате общин парламента Великобритании. От округа избирается один член парламента по мажоритарной избирательной системе. В 2010—2016 годах округ представлен премьер-министром Дэвидом Кэмероном.

## Границы
До 1974 года большая часть территории избирательного округа ныне известного как Уитни была отнесена к округу Банбери, который включал в себя в том числе города Банбери, Чиппинг-Нортон и Вудсток. В период с 1974 по 1983 год территория Уитни была включена в округ Средний Оксфордшир наряду с сельскими районами Буллингдон и Плаули. С 1983 года Уитни существует как полностью самостоятельный избирательный округ, от которого в парламент избирается один член. Границы округа Уитни совпадали с границами района Уэст-Оксфордшир, но включал две деревни недалеко от Оксфорда, расположенные в районе Чаруэлл.
К парламентским выборам 2010 года границы избирательного округа были изменены и теперь они полностью совпадают с границами района Уэст-Оксфордшир. Некогда включённые в состав округа Бегброк и Ярнтон, относящиеся к району Черуэлл, были отнесены к избирательному округу Оксфорд — Запад и Абингдон на основании решения Комиссии по границам парламентских избирательных округов.

## История
Округ является обеспеченным местом в парламенте для Консервативной партии. Первым членом парламента от образованного в 1983 году округа был Дуглас Хёрд, работавший министром в кабинете Маргарет Тэтчер и Джона Мэйджора.
Преемником Хёрда стал Шон Вудводрд, победивший на парламентских выборах в 1997 году как кандидат от Консервативной партии. Однако в 1999 году Вудворд покинул Консервативную партию и стал лейбористом. Небольшие шансы быть переизбранным в надёжном избирательном округе Консервативной партии заставили Вудворда участвовать в выборах в другом избирательном округе, а именно в надёжном округе Лейбористской партии — Сент-Хеленс — Юг.
На парламентских выборах 2001 года от округа в парламент был избран нынешний лидер Консервативной партии и премьер-министр Великобритании Дэвид Кэмерон. С тех пор неоднократно переизбирался и является членом парламента от Уитни по настоящее время.

## Члены парламента
| Выборы | Выборы | Член парламента | Партия         |
| ------ | ------ | --------------- | -------------- |
|        | 1983   | Дуглас Хёрд     | Консервативная |
|        | 1997   | Шон Вудворд     | Консервативная |
|        | 1999   | Шон Вудворд     | Лейбористская  |
|        | 2001   | Дэвид Кэмерон   | Консервативная |
|        | 2016   | Роберт Корт     | Консервативная |

## Результаты выборов
| Парламентские выборы 2017: Уитни | Парламентские выборы 2017: Уитни | Парламентские выборы 2017: Уитни | Парламентские выборы 2017: Уитни | Парламентские выборы 2017: Уитни | Парламентские выборы 2017: Уитни |
| Партия                           | Партия                           | Кандидат                         | Голоса                           | %                                | ±%                               |
| -------------------------------- | -------------------------------- | -------------------------------- | -------------------------------- | -------------------------------- | -------------------------------- |
|                                  | Консервативная                   | Роберт Корт                      | 33 839                           | 55,5                             | +10,5                            |
|                                  | Лейбористская                    | Лестие Картер                    | 12 598                           | 20,7                             | +5,7                             |
|                                  | Либеральные демократы            | Лиз Леффман                      | 12 457                           | 20,4                             | -9,8                             |
|                                  | Зелёные                          | Клара Ласко                      | 1 053                            | 1,7                              | -1,8                             |
|                                  | Партия независимости             | Алан Крейг                       | 980                              | 1,6                              | -1,9                             |
| Большинство                      | Большинство                      | Большинство                      | 21 241                           | 34,8                             | +20,0                            |
| Явка                             |                                  |                                  |                                  |                                  |                                  |
|                                  | Консервативная (удержание)       | Консервативная (удержание)       | Свинг                            |                                  |                                  |

| Парламентские выборы 2010: Уитни | Парламентские выборы 2010: Уитни      | Парламентские выборы 2010: Уитни | Парламентские выборы 2010: Уитни | Парламентские выборы 2010: Уитни | Парламентские выборы 2010: Уитни |
| Партия                           | Партия                                | Кандидат                         | Голоса                           | %                                | ±%                               |
| -------------------------------- | ------------------------------------- | -------------------------------- | -------------------------------- | -------------------------------- | -------------------------------- |
|                                  | Консервативная                        | Дэвид Кэмерон                    | 33.973                           | 58,8                             | +9,5                             |
|                                  | Либеральные демократы                 | Дон Барнс                        | 11.233                           | 19,4                             | -3,6                             |
|                                  | Лейбористская                         | Джо Голдберг                     | 7.511                            | 13,0                             | -9,0                             |
|                                  | Зелёные                               | Стюарт Макдоналд                 | 2.385                            | 4,1                              | +0,9                             |
|                                  | Партия независимости                  | граф Николай Толстой             | 2.001                            | 3,5                              | +1,0                             |
|                                  | Партия свихнувшихся бредящих монстров | Хаулинг Лод Хоуп                 | 234                              | 0,3                              |                                  |
|                                  | Беспартийный                          | Пол Уэссон                       | 166                              | 0,3                              |                                  |
|                                  | Беспартийный                          | Джонни Кук                       | 151                              | 0,3                              |                                  |
|                                  | Уэссекские регионалисты               | Колин Бекс                       | 62                               | 0,1                              |                                  |
|                                  | Беспартийный                          | Аарон Баршак                     | 53                               | 0,1                              |                                  |
| Большинство                      | Большинство                           | Большинство                      | 22.740                           | 39,4                             | +13,1                            |
| Явка                             | Явка                                  | Явка                             | 57.769                           | 73,8                             | +3,9                             |
|                                  | Консервативная (удержание)            | Консервативная (удержание)       | Свинг                            |                                  |                                  |

| Парламентские выборы 2005: Уитни | Парламентские выборы 2005: Уитни | Парламентские выборы 2005: Уитни | Парламентские выборы 2005: Уитни | Парламентские выборы 2005: Уитни | Парламентские выборы 2005: Уитни |
| Партия                           | Партия                           | Кандидат                         | Голоса                           | %                                | ±%                               |
| -------------------------------- | -------------------------------- | -------------------------------- | -------------------------------- | -------------------------------- | -------------------------------- |
|                                  | Консервативная                   | Дэвид Кэмерон                    | 26.571                           | 49,3                             | +4,3                             |
|                                  | Либеральные демократы            | Лиз Леффман                      | 12.415                           | 23,0                             | +2,7                             |
|                                  | Лейбористская                    | Тони Грей                        | 11.845                           | 22,0                             | -6,8                             |
|                                  | Зелёные                          | Ричард Доссетт-Дэйвис            | 1.682                            | 3,2                              | +0,9                             |
|                                  | Партия независимости             | Пол Уэссон                       | 1.356                            | 2,5                              | +0,9                             |
| Большинство                      | Большинство                      | Большинство                      | 14.156                           | 26,3                             |                                  |
| Явка                             | Явка                             | Явка                             | 53.869                           | 69,0                             | +3,1                             |
|                                  | Консервативная (удержание)       | Консервативная (удержание)       | Свинг                            | +0,8                             |                                  |

| Парламентские выборы 2001: Уитни | Парламентские выборы 2001: Уитни | Парламентские выборы 2001: Уитни | Парламентские выборы 2001: Уитни | Парламентские выборы 2001: Уитни | Парламентские выборы 2001: Уитни |
| Партия                           | Партия                           | Кандидат                         | Голоса                           | %                                | ±%                               |
| -------------------------------- | -------------------------------- | -------------------------------- | -------------------------------- | -------------------------------- | -------------------------------- |
|                                  | Консервативная                   | Дэвид Кэмерон                    | 22.153                           | 45,0                             | +2,0                             |
|                                  | Лейбористская                    | Майкл Бартлет                    | 14.180                           | 28,8                             | -1,8                             |
|                                  | Либеральные демократы            | Гарет Эппс                       | 10.000                           | 20,3                             | +0,5                             |
|                                  | Зелёные                          | Марк Стивенсон                   | 1.100                            | 2,2                              | +1,1                             |
|                                  | Беспартийный                     | Барри Бидл                       | 1.003                            | 2,0                              | н/д                              |
|                                  | Партия независимости             | Кеннет Дьюкс                     | 767                              | 1,6                              | +0,2                             |
| Большинство                      | Большинство                      | Большинство                      | 7.973                            | 16,2                             |                                  |
| Явка                             | Явка                             | Явка                             | 49.203                           | 65,9                             | -10,8                            |
|                                  | Консервативная (удержание)       | Консервативная (удержание)       | Свинг                            |                                  |                                  |

| Парламентские выборы 1997: Уитни | Парламентские выборы 1997: Уитни | Парламентские выборы 1997: Уитни | Парламентские выборы 1997: Уитни | Парламентские выборы 1997: Уитни | Парламентские выборы 1997: Уитни |
| Партия                           | Партия                           | Кандидат                         | Голоса                           | %                                | ±%                               |
| -------------------------------- | -------------------------------- | -------------------------------- | -------------------------------- | -------------------------------- | -------------------------------- |
|                                  | Консервативная                   | Шон Вудворд                      | 24.282                           | 43,0                             | -14,8                            |
|                                  | Лейбористская                    | Александр Холлингворт            | 17.254                           | 30,6                             | +12,5                            |
|                                  | Либеральные демократы            | Ангела Лоуренс                   | 11.202                           | 19,9                             | -2,7                             |
|                                  | Партия референдума               | Г.М. Браун                       | 2.262                            | 4,0                              | н/д                              |
|                                  | Партия независимости             | Марк Монгомери                   | 765                              | 1,4                              | н/д                              |
|                                  | Зелёные                          | С.Н. Чэппл-Перри                 | 636                              | 1,1                              | н/д                              |
| Большинство                      | Большинство                      | Большинство                      | 7.028                            | 12,4                             |                                  |
| Явка                             | Явка                             | Явка                             | 56.401                           | 76,7                             |                                  |
|                                  | Консервативная (удержание)       | Консервативная (удержание)       | Свинг                            |                                  |                                  |